# Perissana jakowleffi
Perissana jakowleffi är en insektsart som först beskrevs av Puton 1890.  Perissana jakowleffi ingår i släktet Perissana och familjen Caliscelidae.
Artens utbredningsområde är Azerbajdzjan. Inga underarter finns listade i Catalogue of Life.